# Brixey-aux-Chanoines
Brixey-aux-Chanoines ist eine französische Gemeinde mit 78 Einwohnern (Stand 1. Januar 2022) im Département Meuse in der Region Grand Est (bis 2015 Lothringen); sie gehört zum Arrondissement Commercy und zum Gemeindeverband Communauté de communes de Commercy-Void-Vaucouleurs.

## Geografie
Brixey-aux-Chanoines liegt an der Maas, rund 27 Kilometer südwestlich der Stadt Toul im Süden des Départements Meuse an der Grenze zum Département Vosges. Verkehrstechnisch befindet sich die Gemeinde fernab von überregional wichtigen Verkehrswegen. Das Waldgebiet Bois de Brixey bedeckt weite Teile des östlichen Gemeindegebiets.
Nachbargemeinden sind Sauvigny im Norden und Nordosten, Jubainville (im Département Vosges) im Osten, Maxey-sur-Meuse (im Département Vosges) im Süden, Greux (im Département Vosges) im Südwesten sowie Goussaincourt im Westen.

## Geschichte
Wie alle Orte der Gegend litt Brixey-aux-Chanoines im Mittelalter unter Konflikten. Die schlimmsten Verwüstungen richteten der Hundertjährige Krieg und der Dreißigjährige Krieg an. Der Name der heutigen Gemeinde wurde im Jahr 1091 unter dem lateinischen Namen Briseium erstmals in einem Dokument erwähnt. Im Mittelalter gehörte der Ort zum Gebiet des Herzogtums Bar und danach zum Herzogtum Lothringen. Genauer zur Bailliage Toul des Herrschaftsgebiets Trois-Évêchés. Mit dieser Herrschaft fiel Brixey-aux-Chanoines 1766 an Frankreich. Bis zur Französischen Revolution lag der Ort im Grand-gouvernement de Lorraine-et-Barrois. 
Das Gemeindewappen entspricht dem Wappen der ehemaligen örtlichen Ritterfamilie Brixey (auch Bruxey), die die Herrschaft über den Ort ausübten.

### Bevölkerungsentwicklung
Die Gemeinde teilt das Schicksal vieler Landgemeinden in Frankreich. In der ersten Hälfte des 19. Jahrhunderts wuchs die Bevölkerung. Danach folgte eine Landflucht, die die Anzahl Bewohner stark minderte (1856–1982: −78,8 Prozent). Seit 1982 ist die Bevölkerungszahl bei leichten Schwankungen stabil.
| Jahr                       | 1962 | 1968 | 1975 | 1982 | 1990 | 1999 | 2006 | 2019 |
| Einwohner                  | 144  | 123  | 98   | 84   | 91   | 87   | 82   | 80   |
| Quellen: Cassini und INSEE |      |      |      |      |      |      |      |      |

## Sehenswürdigkeiten
- Kirche Sainte-Marie-Madeleine
- Drei Wegkreuze, zwei im Dorf und ein Wegkreuz an der Rue du Plain südlich des Dorfs

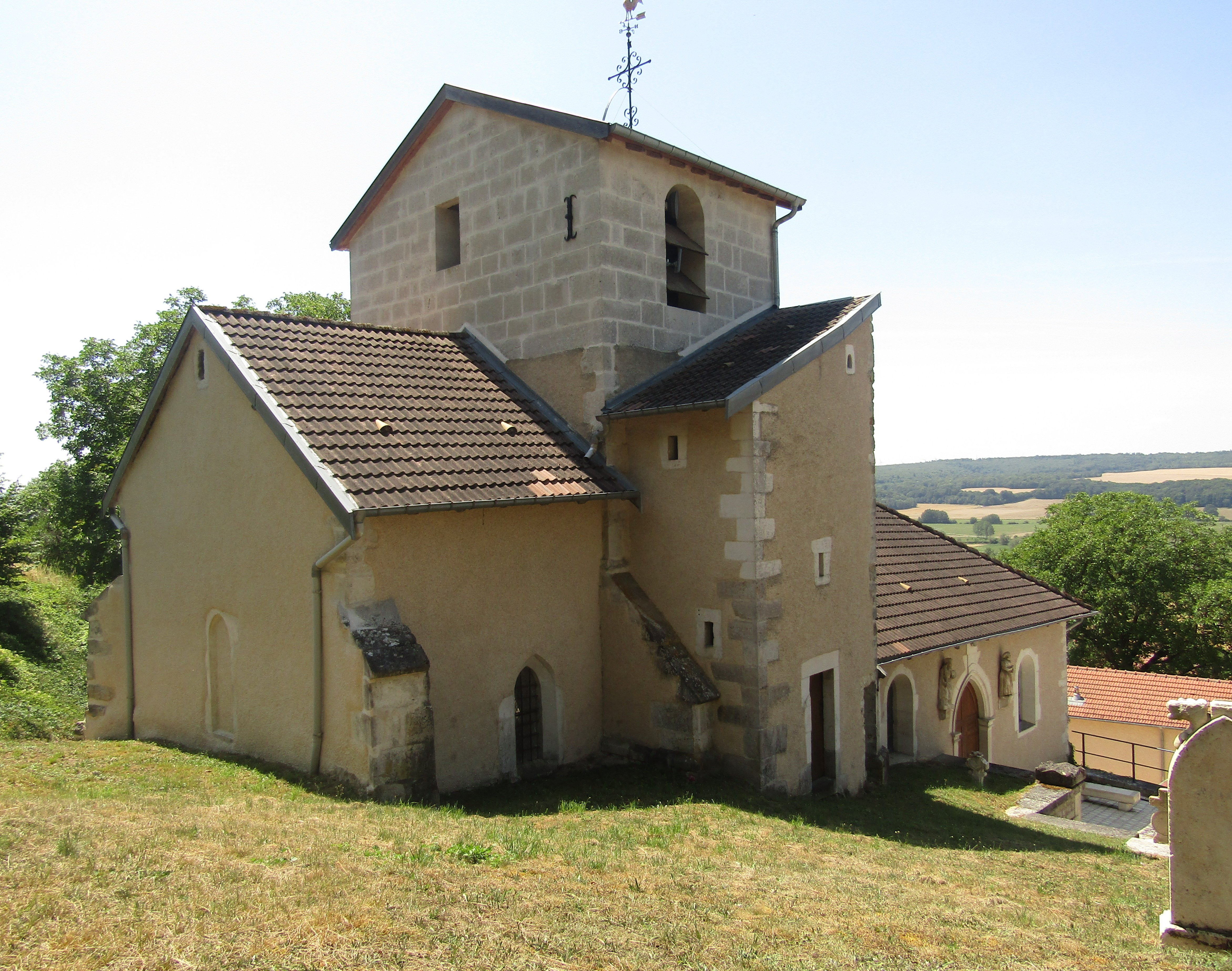
Kirche Sainte-Marie-Madeleine

- Denkmal für die Gefallenen[2]
- Waschhaus (Lavoir)

## Belege
1. ↑  Wappenbeschreibung auf genealogie-lorraine.fr (französisch)
2. ↑  Denkmal für die Gefallenen